# Asteromella myriadea
Asteromella myriadea är en svampart som beskrevs av Cooke 1890. Asteromella myriadea ingår i släktet Asteromella, klassen Dothideomycetes, divisionen sporsäcksvampar och riket svampar.   Inga underarter finns listade i Catalogue of Life.